# 유나이티드 시티 FC
유나이티드 시티 풋볼 클럽은 필리핀의 최고 리그인 필리핀 풋볼 리그에 소속되어 있고, 서네그로스주 바콜로드에 위치한 축구단이다. 서네그로스주 축구 협회 구단 중 하나이고, 원래 구단명은 세레스 라 살 풋볼 클럽이었다.
구단의 이전 이름 세레스는 리키 레오 얀손과 레오 레이 얀손이 소유하고 필리핀의 네그로스섬 지역 최대 지상 수송 회사인 발라카 운송 주식회사가 운영하는 세레스 라이너 버스 노선에서 따왔다. 라 살은 구단과 가장 인접한 바콜로드의 세인트 라 살 대학교의 이름에서 유래했다. 구단 경기장은 바콜로드에 위치한 파나드 경기장이다.
세레스는 2014년 유나이티드 풋볼 리그 디비전 2 2014년 유나이티드 풋볼 리그 디비전 2에서 우승하여 1부리그로 승격 하면서 구단 최초의 중요한 성공을 거두었다. 그 이후로, 세레스는 UFL FA 리그컵과 유나이티드 풋볼 리그 디비전 1 챔피언십에서 우승 하였다.

## 역사

### 네그로스 축구 챔피언십
2012년 1월, 세레스 FC는 바콜로드 유나이티드 FC를 11-0으로 꺾고, 초대 네그로스 남자 축구 챔피언십 챔피언에 등극했다.

### PFF 내셔널 클럽 챔피언십
세레스 FC는 산 카를로에서 열린 비사야 지역 예선에서 모든 팀을 꺾고 2013년 PFF 내셔널 클럽 챔피언십 16강에 안착했다. 세레스는 16강전에서 UFL 컵 우승팀인 스탈리온 FC를 만나 1-0으로 승리했다. 8강전에서 2012년 UFL 우승팀인 글로벌 FC를 만나서 또한 1-0으로 승리했다. 준결승전에서, 세레스 FC는 카야 FC를 3-1로 꺾고 2013년 PFF 내셔널 챔피언십 결승에 올랐다. 세레스 FC는 결승전에서 파사르가드 FC를 1-0의 스코어로 꺾으면서 2013년 PFF 내셔널 클럽 챔피언십 우승 트로피를 들어올렸다.

### UFL 참가
2012년 8월, 세레스 FC의 보조 코치 중 한 명의 말에 따르면, 클럽이 2013년 PFF 내셔널 클럽 챔피언십에서 좋은 성적을 거두었을 때, 유나이티드 풋볼 리그에 참가할 가능성이 있다고 말했다. 세레스가 2013년 PFF 내셔널 클럽 챔피언십을 우승한 이후, 구단 감독 알리 고는 세레즈가 UFL의 2013년 시즌에 참가하지 않을 것이고 세레스가 토너먼트에 참가하는 것은 빨라도 올해 안에 있는 다음 UFL 컵이라고 암시했다.

## 문양과 색깔
클럽의 문양은 세레스 버스 회사의 엠블럼에서 유래하였다. 문양은 대학교 축구 팀으로 알려진 세인트 라 살 대학교를 상징하는 초록색으로 둘러싸여 있었다. 중앙은 클럽을 소유하고 운영하는 발라카 운송 주식회사인 얀손 회사의 타원형 로고가 있다.
클럽의 색깔은 하얀 테두리가 있는 파란색인데, 이는 세레스 크리우스 FC와 같은 다른 스포츠 클럽과 필리핀의 서네그로스주에 있는 얀손 그룹이 운영하는 팀들과 일치한다.

## 아시아 클럽 토너먼트
| 시즌 | 대회             | 라운드     |                        | 클럽               | 점수 |
| ---- | ---------------- | ---------- | ---------------------- | ------------------ | ---- |
| 2014 | AFC 프레지던트컵 | B조        | 조선민주주의인민공화국 | 리명수             | 2–2  |
| 2014 | AFC 프레지던트컵 | B조        | 중화 타이베이          | 다퉁               | 2–0  |
| 2014 | AFC 프레지던트컵 | B조        | 투르크메니스탄         | 예디겐             | 1–2  |
| 2015 | AFC 컵           | 플레이오프 | 몰디브                 | 마지야             | 0–1  |
| 2016 | AFC 컵           | E조        | 말레이시아             | 슬랑오르           | 2–2  |
| 2016 | AFC 컵           | E조        | 방글라데시             | 셰이크 쟈말 단몬디 | 2–0  |
| 2016 | AFC 컵           | E조        | 싱가포르               | 탬파인스 로버스    | 1–1  |

## 유니폼 제조사와 셔츠 스폰서
| 기간    | 유니폼 제조사 | 셔츠 후원사 |
| ------- | ------------- | ----------- |
| 2012–16 | 아디다스      | 세레스      |
| 2016–   | 푸마          | 세레스      |

## 현재 선수 명단
2016년 1월 21일 기준.
참고: FIFA 자격 규정에 따라 소속된 국가대표팀 국기를 표시합니다. 선수는 복수의 FIFA 비회원국 국적을 가지고 있을 수 있습니다.
| 번호 | 포지션 | 국적 | 이름                     |
| ---- | ------ | ---- | ------------------------ |
| 3    | DF     |      | 제이슨 사비오            |
| 4    | DF     |      | 발렌틴 카마              |
| 6    | MF     |      | 케빈 잉그레소            |
| 7    | MF     |      | 비에베니도 마라뇽 모레용 |
| 8    | MF     |      | 마누엘 오트              |
| 14   | MF     |      | 칼리 드 무르가           |
| 16   | DF     |      | 아르니에 파시나보 주니어 |
| 17   | MF     |      | 제이슨 팬헤이            |

| 번호 | 포지션 | 국적 | 이름                |
| ---- | ------ | ---- | ------------------- |
| 18   | MF     |      | 오만 오쿠나이야     |
| 21   | FW     |      | 네이트 벌키         |
| 22   | MF     |      | 폴 멀더스           |
| 23   | MF     |      | 마르틴 스테우블레   |
| 24   | MF     |      | 마윈 엔젤레스       |
| 25   | GK     |      | 루이 카사스         |
| 27   | DF     |      | 정다훤              |
| 29   | FW     |      | 패트릭 레이첼트     |
| 55   | DF     |      | 마빈 엔젤레스       |
| 69   | DF     |      | 잘소어 소리아노     |
| 88   | GK     |      | 에두아르드 사카파뇨 |

### 역대
유나이티드 풋볼 리그 디비전에서는, 구단에서 5명 이상의 비 필리핀 국적의 선수를 등록할 수 있다. 영주권을 얻은 외국인 선수들은 자국인으로 등록될 수 있다.